# قلعة توت (بدرانلو)
قلعة توت (بالفارسية: قلعه توت) هي قرية تقع في إيران في قسم بدرانلو الريفي. يقدر عدد سكانها بـ 144 نسمة بحسب إحصاء 2016.